# Herbert M. Gutmann

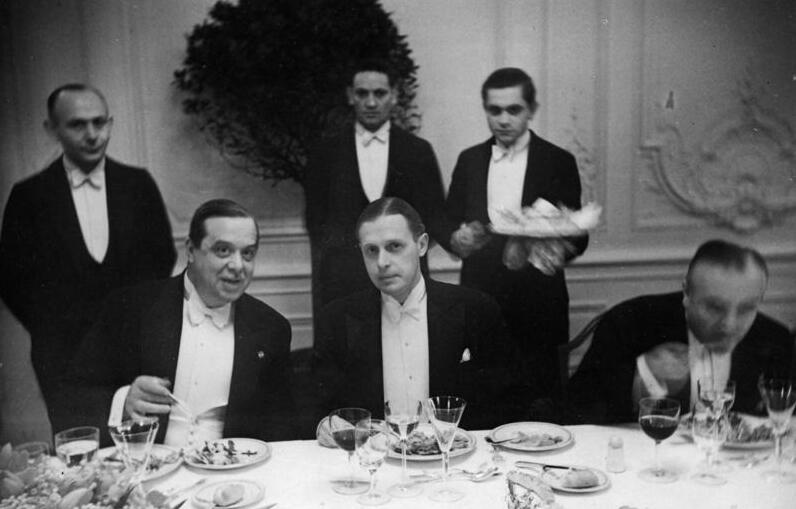
Herbert Gutmann (rechts) beim Empfangsabend des italienischen Botschafters Orsini-Baroni im Hotel „Esplanade“ (1930)

Herbert Max Magnus Gutmann (* 15. Oktober 1879 in Dresden; † 22. Dezember 1942 in Paignton, Vereinigtes Königreich) war ein deutscher Bankier und Sammler islamischer Kunst.

## Beruflicher Lebenslauf

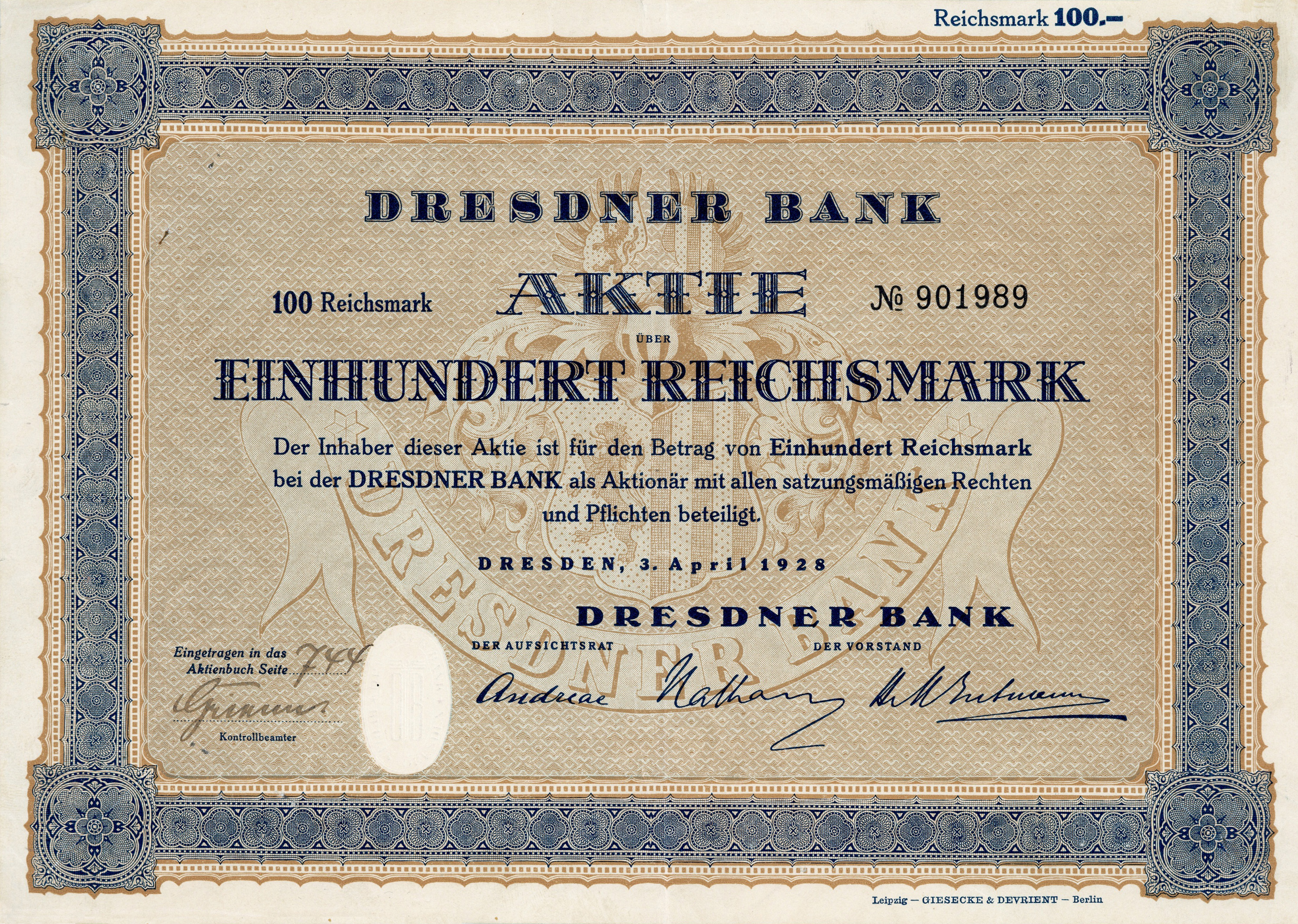
Aktie der Dresdner Bank über 100 Reichsmark, ausgegeben am 3. April 1928 in Dresden, mit Unterschrift des Bankiers Franz Friedrich Andreae als Aufsichtsratsvorsitzender. Für den Vorstand trägt die Aktie die Unterschriften von Henry Nathan und Herbert M. Gutmann.

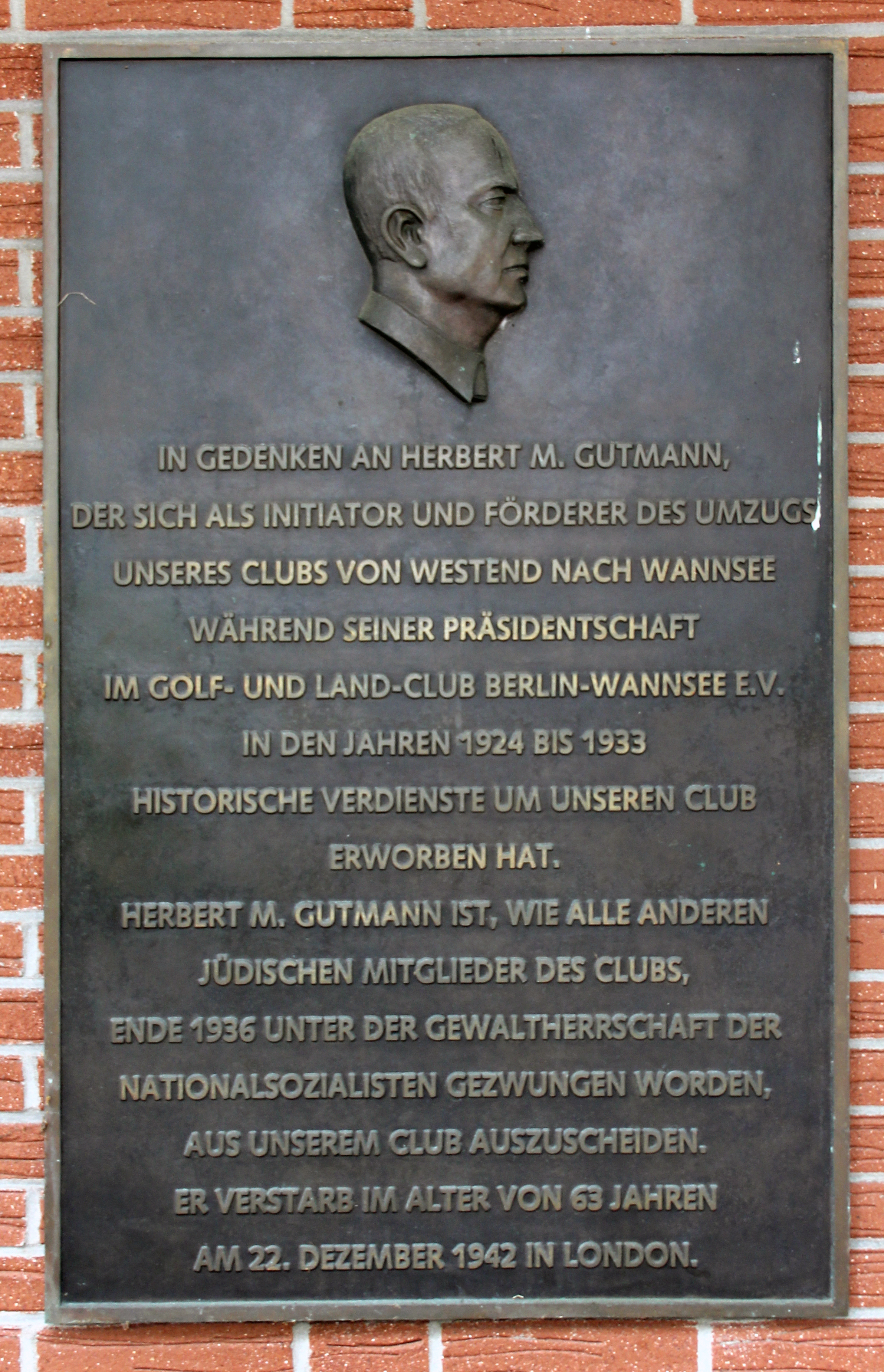
Gedenktafel am Haus, Golfweg 22, in Berlin-Wannsee

Herbert Gutmann war der Sohn des Dresdner-Bank-Vorstandes Eugen Gutmann und studierte Volkswirtschaft, um danach ebenfalls in die Dresdner Bank einzutreten. Er war als Mitbegründer, Direktor und später auch Präsident der Deutschen Orientbank an den wirtschaftlichen Aktivitäten des Deutschen Reiches im Orient in der Zeit vor dem Ersten Weltkrieg beteiligt. Im Rahmen dieser Geschäftstätigkeit führten ihn längere Reisen in den Jahren von 1905 bis 1910 unter anderem nach Marokko, Ägypten, Syrien, Kleinasien und Persien. 1910 wurde er in den Vorstand der Dresdner Bank gewählt. Im gleichen Jahr trat er der Gesellschaft der Freunde bei.
Gutmann war unter anderem als Präsident des Golf- und Land-Clubs Berlin-Wannsee im deutschen Golfsport aktiv. 1913 pachtete Herbert Gutmann in der Bertinistraße in Potsdam eine Villa von Dr. Ernst Heller, die er 1919 kaufte und anschließend erweitern ließ. Die Villa im Landhausstil mit 80 Zimmern war zunächst sein Sommersitz und später ließ er sich dort mit seiner Familie nieder.
Als in der Weltwirtschaftskrise kurzfristige Auslandsanleihen aus Deutschland abgerufen wurden, geriet die seit der Inflation 1923 geschwächte Bankwirtschaft in Zahlungsschwierigkeiten, so dass Großbankenvertreter die Hilfe der Reichsbank anforderten. Gutmann hatte erst eine Krise der Dresdner Bank angedeutet, diese Gerüchte aber am 12. Juli 1931 dementiert und Reichskanzler Heinrich Brüning so bewegt, die Dresdner Bank wieder von der allgemeinen Reichsbürgschaft für die Banken auszuschließen. Nur zwei Tage später, am 14. Juli 1931 – als die Bankkunden die Schalter gestürmt hatten und der öffentliche Schaden eingetreten war – gestand Gutmann die Zahlungsunfähigkeit der Dresdner Bank ein. Als neue Eigentümerin der DANAT-Bank setzte die Reichsregierung zur Bewältigung der Bankenkrise deren Verschmelzung auf die Dresdner Bank durch sowie die Verkleinerung und Neubesetzung des Führungskreises. Gutmann war danach für Brüning ebenso wenig politisch tragbar wie der ehemalige DANAT-Vorstand Jakob Goldschmidt. Es gibt Hinweise darauf, dass Gutmann als Zugeständnis an die aufkommenden Nationalsozialisten aus seiner Position herausgedrängt wurde. Zur gleichen Zeit allerdings wurden Siegmund Bodenheimer und Samuel Ritscher in den neuen Vorstand übernommen, obwohl sie anders als Gutmann, dessen Vater sich 1889 hatte taufen lassen, den jüdischen Glauben behalten hatten.
Wie die anderen ehemaligen Vorstände war Gutmann nach 1931 zunächst weiter als Berater für die Dresdner Bank tätig und hatte 1933 noch 16 Aufsichtsratsmandate inne, wurde dann aber wegen seiner jüdischen Herkunft nach und nach verdrängt. Er wanderte nach 1936 aus und gelangte schließlich nach England, wo er 1942 verarmt und nach schwerer Krankheit verstarb.

## Kunstsachverständiger und Kunstsammler
In der Geschäftswelt stand Gutmann im Schatten seines Vaters, als dessen „schwächliche Kopie“ er 1920 bezeichnet wurde. Jenseits des Bankbetriebes aber wurde der schon durch seinen kunstinteressierten Vater Eugen Gutmann inspirierte Herbert M. Gutmann zu einem kenntnisreichen Sammler orientalischer und ostasiatischer Kunstgegenstände. 1934 wurde die Sammlung versteigert.
Dass er ein intimer Kenner der islamischen Kunst war, weisen seine Funktion als Präsident der Deutsch-Persischen Gesellschaft und insbesondere seine Tätigkeit als externer Sachverständiger für die Islamische Abteilung des Kaiser-Friedrich-Museums in Berlin (heute: Museum für Islamische Kunst im Pergamonmuseum) überzeugend nach.
Das bedeutendste Objekt in der Sammlung Gutmanns war eine in Damaskus erworbene Holzvertäfelung im Stil des Türkischen Rokoko, die noch erhalten ist und in der Familie als Arabicum bezeichnet wurde. Selbst im Nahen Osten sind Interieurs dieser Art sehr selten geworden. Bereits im 19. Jahrhundert begannen wirtschaftliche und soziale Veränderungen, die sich auf die Lebensgewohnheiten und die Gestaltung der Wohnhäuser auswirkten. Einige Inneneinrichtungen fanden ihren Weg in öffentliche und private Sammlungen, doch unter anderem durch den Zweiten Weltkrieg waren auch hier Verluste zu beklagen. Nur noch in wenigen Museen außerhalb der arabischen Welt sind heute syrische Zimmer zu finden. Neben Berlin mit dem „Aleppo-Zimmer“ können Sammlungen in Cincinnati (Cincinnati Art Museum, Accession-No. 1966.443), Dresden (Museum für Völkerkunde Dresden, Inv.-Nr. 46071), Honolulu (Doris Duke Foundation for Islamic Art), Kuala Lumpur (Islamic Arts Museum Malaysia) und New York (The Metropolitan Museum of Art, Nur al-Din Room, Inv.-Nr. 1970.170) solche Schätze ihr eigen nennen.
Gutmann war bis 1934 Eigentümer eines Bismarck-Portraits von Franz von Lenbach, es wurde 2010 restituiert. Das Gemälde „Pappenheims Tod“ von Hans Makart wurde 2009 an die Erben Gutmanns restituiert.
Herberts jüngerer Bruder Friedrich war von ihrem Vater als Geschäftsführer der britischen Filiale der Dresdner Bank in London eingesetzt worden und  betrieb ab 1918 in Amsterdam unter dem Namen Proehl & Gutmann die Filiale der Dresdner Bank. Als jüngster Sohn Eugen Gutmanns nach seinem Bruder Herbert wurde er Familientreuhänder der väterlichen Sammlung.